# 大内弘直
大内 弘直（おおうち ひろなお）は、鎌倉時代後期から南北朝時代の周防国の武将。大内氏第7代当主大内重弘の子。第8代当主、弘幸の弟。新介、介三郎と称した。
建武2年（1335年）12月、東へ行き新田義貞に従って足利尊氏と戦う。その後周防国に帰国するが、足利尊氏の九州下向に際して摂津助清尊、教乗、小笠原長光らと語らって挙兵する。摂津助清尊らは敷山城（現在の山口県防府市牟礼敷山）に籠城して足利勢と戦うも城は落城して自害、弘直も延元元年（1336年）7月7日死去。『大内系図』では石見国益田大山で上野頼兼と戦って戦死したとある。
菩提寺は周防国吉敷郡上宇野令白石の宝珠山瑞雲寺（現在の山口県山口市龍福寺）、法名は瑞雲寺海浄智。